# Paraffina

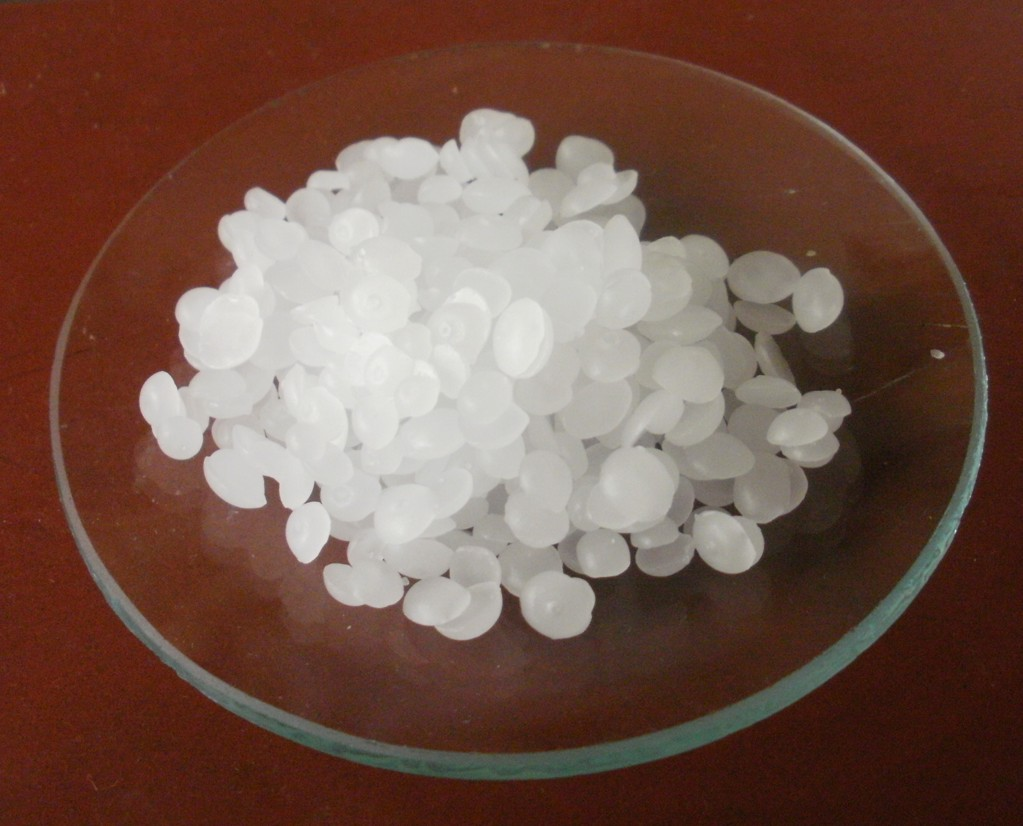
Granuli di paraffina pura

La paraffina è il nome corrente dato a una miscela di idrocarburi solidi, in prevalenza alcani, le cui molecole presentano catene con più di 20 atomi di carbonio. È ricavata dal petrolio e si presenta come una massa cerosa, biancastra, insolubile in acqua e negli acidi.
Fu inizialmente prodotta dall'industriale tedesco Karl von Reichenbach nel 1830. I suoi principali impieghi sono nella fabbricazione di candele, lubrificanti, isolanti elettrici, per la patinatura della carta e per produrre cosmetici, oli, creme per bambini e gomme da masticare.
Il suo numero CAS è 92045-76-6, mentre il numero EINECS è 295-458-3.

## Proprietà chimico-fisiche
La paraffina raffinata è bianca, leggermente traslucida, insapore e inodore, untuosa al tatto. La sua purezza è indicata dal punto di fusione, che per le qualità correnti varia da 44 °C a 60 °C e dal contenuto di olio (si parla di raffinate qualora il contenuto d'olio libero sia inferiore all'1%). È sostanzialmente formata da idrocarburi saturi ad alto peso molecolare, detti paraffinici.
Scoperta verso il 1829 da Reichenbach nel catrame di legno, la paraffina esiste anche allo stato naturale. La paraffina è poco solubile in alcool e acetone, abbastanza solubile in toluene, cloroformio, e xilene mentre è solubile in trementina, benzene, etere etilico.
La sua preparazione industriale costituisce attualmente parte del trattamento degli oli di petrolio, la cui deparaffinazione è un'operazione fondamentale. Negli oli lubrificanti sono presenti sia le n-paraffine, ad alto punto di fusione, sia le isoparaffine, a basso punto di fusione. Queste ultime sono note col nome commerciale di petrolato o paraffina microcristallina. Un tempo la deparaffinazione avveniva per refrigerazione e il petrolato era ottenuto per decantazione e la paraffina per filtrazione. I moderni impianti usano l'estrazione con solventi (propano, metiletilchetone, benzene, ecc.) nei quali paraffina e petrolato sono poco solubili. La separazione della paraffina dal petrolato avviene per refrigerazione.

## Tipologie di oli minerali

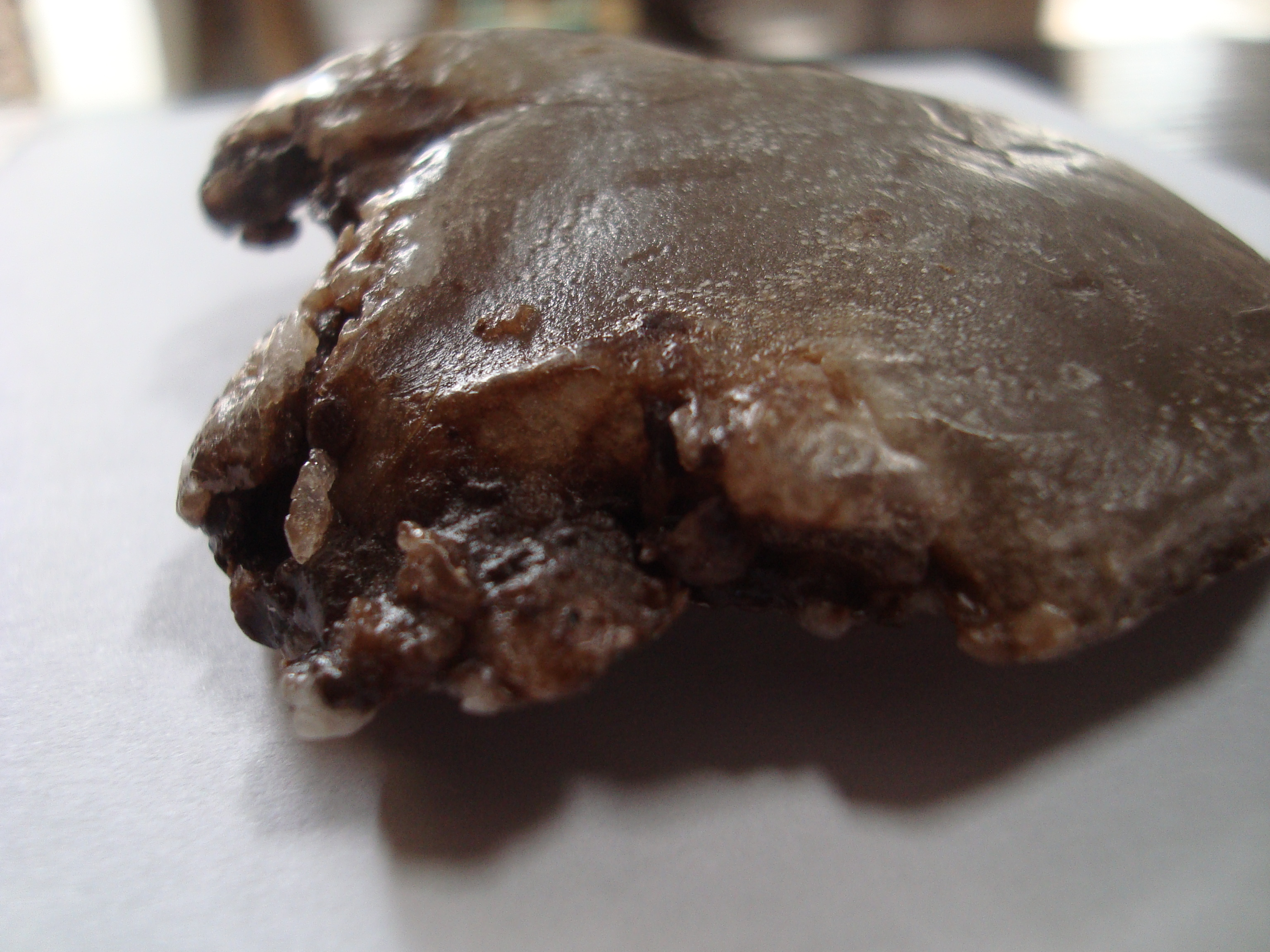
Paraffina grezza non filtrata

Gli oli minerali possono essere usati a scopo industriale o, negli esseri umani, a scopo cosmetico o medicinale. La paraffina può essere inoltre utilizzata come olio minerale insetticida, e viene chiamato in questo caso "olio bianco". 

### Oli minerali a uso industriale
Un'importante utilizzazione riguarda la fabbricazione delle candele: in tal caso spesso viene addizionata con acido stearico, fino al 10%, per renderla meno fusibile, per sbiancarla e per indurirla.
Per la sua insolubilità in acqua e la resistenza agli agenti chimici, trova impiego nella fabbricazione di imballaggi impermeabili, di cere per pavimenti e per mobili, di articoli da toletta, ecc., oltre che nell'impiego come pellicola idrorepellente nei bicchieri di carta e nella fabbricazione dei cerini, nell'industria tessile e in farmacia (solida per le paraffine atte alla conservazione di tessuti o per istologia, in formato liquido come medicinale).
Molto diffuso è il metodo di rivestimento del formaggio o dei salumi in paraffina (miscele specifiche autorizzate per contatto con prodotti alimentari) per garantirne la conservabilità. In Europa questa tecnica è largamente utilizzata nella fabbricazione e confezionamento di formaggi a pasta dura, che in etichetta hanno la dicitura "crosta non edibile". Le caratteristiche proprietà idrofobiche della cera o paraffina che sia, permettono conservabilità piuttosto lunga. Come anticipato, anche alcuni salumi vengono "imparaffinati", per ottenere lo stesso effetto descritto per i formaggi. 
Un altro uso che val la pena annoverare è il suo utilizzo per gli esami istologici come agente d'inclusione per pezzi di campioni tissutali animali e vegetali precedentemente fissati in formalina. Successivamente all'inclusione in paraffina, questi campioni si prestano al taglio con un microtomo, con lo scopo di allestire un vetrino dal quale potrà essere eseguita una diagnosi istologica.
È noto e indispensabile l'utilizzo della paraffina nell'industria della gomma (pneumatici e automotive, nonché guarnizioni e altri manufatti industriali), come agente di processo, come protettivo anti-ozono o come disperdente di cariche (es. silano disperso in paraffina). La paraffina, migrando sulla superficie del manufatto, conferisce caratteristiche di protezione statica.
Alcuni tipi di paraffina possono essere mescolati con acqua ed emulgatori per creare emulsioni adatte all'industria del legno, della pelle (chimica conciaria), del cemento e del cartongesso.
Altri tipi invece sono impiegati nell'industria dei detersivi, dei distaccanti (per l'industria della plastica, nel settore metallurgico e nelle fonderie di precisione, ecc.), nella fabbricazione di esplosivi, per prodotti specifici nel campo dell'equitazione (creazione di fondi speciali per l'equitazione) e nei bitumi modificati.
La paraffina è anche usata negli esperimenti di fisica sub-nucleare per la particolarità di essere un ottimo schermo per i neutroni veloci qualora si volesse escludere il loro contributo in un fascio di particelle.
Anche grazie alla sua insolubilità in acqua, tale materiale viene utilizzato nel surf: si stende sulla tavola da surf prima di entrare in acqua per far sì che il surfista non scivoli sulla superficie liscia della tavola stessa. Per questa applicazione esistono diverse marche che la producono con colori e odori a scelta. Altra analoga applicazione, sempre in campo sportivo, sono alcuni tipi di scioline, sostanze che vengono applicate sul lato degli sci che poggia sulla neve per migliorarne le prestazioni. Pur essendo chiamate tutte scioline, i materiali utilizzati sono diversi a seconda che si parli di sci di discesa o sci di fondo. Nel primo caso, ove si cerca di aumentare le capacità di scivolamento degli sci, allo scopo di raggiungere velocità più elevate, si impiegano anche alcuni tipi di paraffine.

#### Rischi per la salute
Diversamente dalle frazioni più raffinate (paraffina alimentare, petrolato bianco) impiegate nei preparati cosmetici e farmaceutici, le frazioni meno raffinate (petrolato giallo, ambrato, marrone) destinate a impieghi industriali possono contenere residui cancerogeni come gli idrocarburi policiclici aromatici, e pertanto solo a queste frazioni industriali l'Unione europea ha applicato la frase di rischio R45 con la nota N specifica delle sostanze che possono provocare il cancro.

### Oli minerali a uso umano

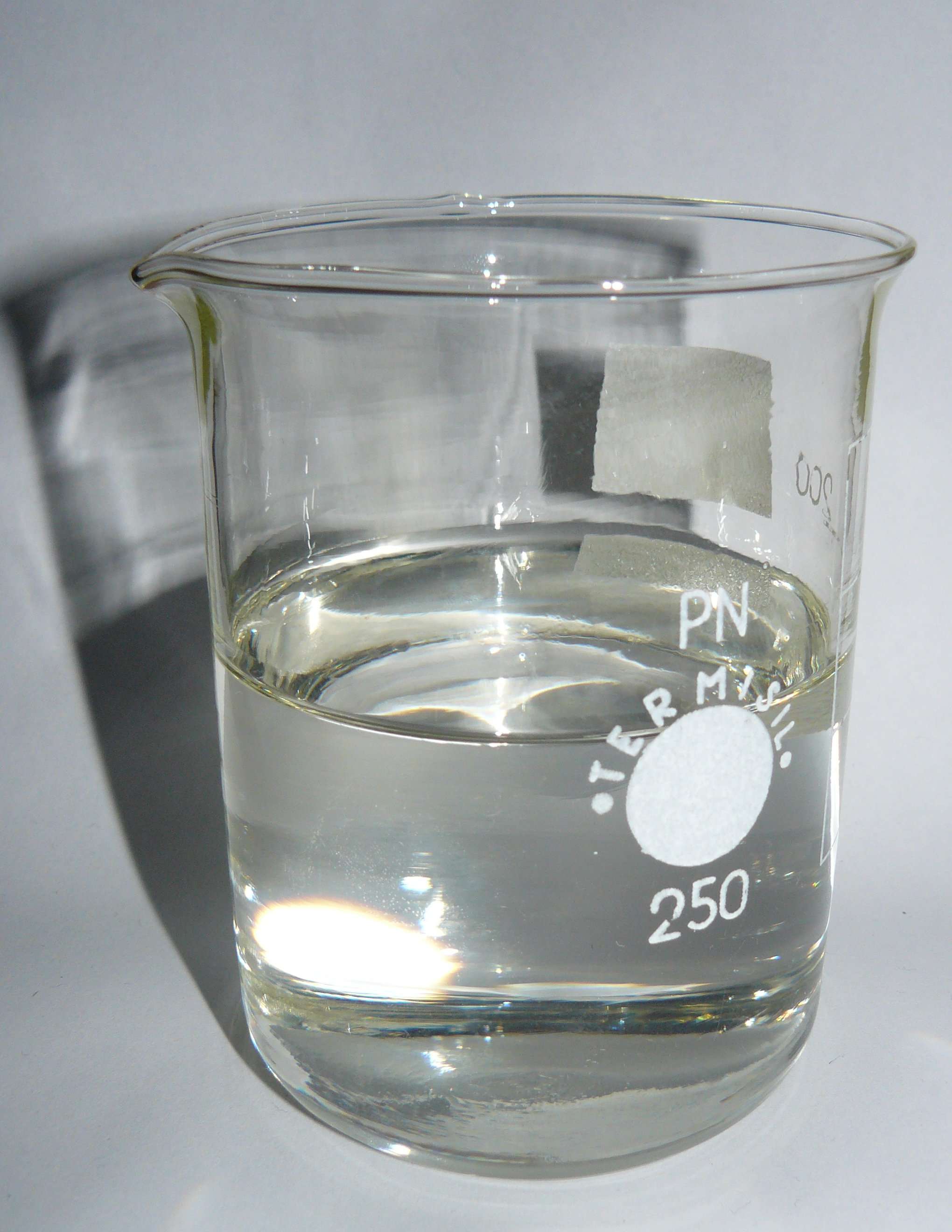
Paraffina liquida

L'olio minerale di tipo cosmetico viene utilizzato nella produzione di prodotti quali creme, lozioni e saponi, mentre quello di tipo farmaceutico, a volte chiamato "olio di vaselina" o "paraffina liquida", è la forma più pura di olio minerale e viene usato per il trattamento di malattie cutanee, come eccipiente, come lassativo e come veicolo per la somministrazione intradermica di farmaci. La United States Pharmacopeia (USP), la Europea Pharmacopeia e la FDA, enti che regolano severamente la sicurezza di tutti i prodotti che sono destinati all'uso umano, hanno stabilito i requisiti di purezza dell'olio minerale di tipo farmaceutico, sostenendo che l'olio deve essere puro al 99% e non deve contenere impurità chimiche, inclusi batteri e metalli pesanti.
Da anni l'olio minerale viene utilizzato nel trattamento di malattie cutanee, come la dermatite atopica, perché non è irritante per la pelle, è un emolliente efficace ed è uno degli ingredienti cosmetici più sicuri che si conoscano, essendo utilizzato da più di 100 anni. L'olio minerale di tipo farmaceutico viene sottoposto a un processo di purificazione completo che riduce al minimo il rischio di allergia o sensibilizzazione cutanea. È inoltre privo di composti aromatici policiclici tossici e di metalli pesanti, nonché di microrganismi, distrutti attraverso lo stesso processo di lavorazione.
Studi clinici hanno dimostrato che l'olio minerale di tipo farmaceutico non occlude i pori, è più stabile rispetto alla maggior parte degli oli vegetali ed è proprio grazie all‘eccellente inerzia chimica che riduce la probabilità di intolleranze cutanee.
Gli oli per bambini che contengono paraffina liquida sono largamente presenti sul mercato. Questo ingrediente viene spesso rifiutato perché è un olio di origine minerale, ma finché la sua purezza resta elevata la paraffina liquida è un ingrediente molto apprezzato proprio in virtù della sua stabilità, consistenza, funzione barriera e costo. È praticamente impossibile ottenere un ingrediente simile con caratteristiche superiori. L'olio gioca il ruolo fondamentale di inibire la perdita di acqua transepidermica creando un sottile strato lipidico sulla superficie della pelle che ostacola la perdita di acqua senza occludere i pori. Studi dimostrano che la paraffina liquida e gli oli vegetali hanno lo stesso potenziale occlusivo.
Insieme ad altre sostanze chimiche usate nei prodotti cosmetici, la paraffina è stata chiamata in causa come fattore rilevante nella patogenesi di una forma di acne volgare definita "acne cosmetica". Tuttavia, sebbene sia stato dimostrato che alcuni cosmetici possono causare acne, esiste una correlazione negativa tra l'uso di questi e lo sviluppo della malattia e una sostanza comedogenica non necessariamente rende un prodotto derivato comedogenico. Uno studio, condotto su conigli, ha escluso la comedogenicità della paraffina.